# Forts
Forts — 2D видеоигра в жанре стратегии в реальном времени, разработанная и изданная австралийской студией EarthWorks Games. Игра была выпущена 19 апреля 2017 года, сама же разработка началась в марта 2003 года как игра про строительство мостов. На момент 9 марта 2022 года было продано более одного миллиона копий.
Сама же игра была рассмотрена сайтами CG Magazine и Kotaku, первый из которых описал игру Forts как серию Worms.

## Игровой процесс
Основной геймплей в Forts проходит как в большинстве игр в жанре стратегий в реальном времени: накапливание ресурсов, построение технологий и базы, постройка вооружения и уничтожение своего противника или защиты от него. При первой покупке игры у игрока будет доступно всего 3 режима — кампания, перестрелка и песочница. Мультиплеер не будет доступен до тех пор, пока игрок не пройдёт обучение. Кампания состоит из 3 обучающих и 28 миссий в которых игрок будет бороться за каждую из трёх сверхдержав (В двух DLC, игроку дадут возможность пройти кампании про корабли и луноход). Схватка позволяет сыграть с ИИ 1 на 1 на 3 различных сложностях, другие создают лобби и играют с другими игроками по сети на картах созданных пользователями. Песочница позволяет игроку экспериментировать без участия ИИ, а игроку доступны сразу и левые и правые начальные форты. В игре есть множество вооружения для аннигиляции реакторов противника такое как: пулемёт, миниган, миномёты, ракеты класса «рой» и боеголовка, пожарный лазер, плазменный луч, 20 мм пушка, 90 мм пушка, ЭМИ ракета, ракеты, Зенитная артиллерия, дробовик. В DLC Moonshot будут доступны: пускатель пил, дымовые бомбы, ховитзер (eng. Howitzer) (сильная пушка с малой баллистикой снаряда), магнитный луч. В DLC High seas будут доступны: взлётная полоса (и её улучшения), гарпун, корабельные пушки (с ихними улучшениями), орбитальный лазер (и его улучшения). Для защиты форта также предусмотрен металл, лазерные щиты, мешки с песком для защиты. В DLC Moonshot так же будут доступны порталы. Сам геймплей основан на камень-ножницы-бумага, щитом например можно защититься от лазера, а мешком с песком от миномётов и наоборот, щит можно уничтожить или обезвредить ЭМИ-ракетой, когда мешок с песком уничтожается миниганом. Мультиплеер может вместить максимально до 8 игроков и есть только две команды (не считая наблюдателей), а матч может быть настроен как командный бой насмерть или кооперативный где все базы доступны всей команде. В самой игре доступно +70 карт, но имеются ещё сотни карт созданных пользователями. Командиров в игре 12 (в DLC ещё трое), они дают различные пассивные и активные бонусы, который может выбрать игрок и команды.

## Турниры
27 мая 2017 года EarthWorks Games стала проводить свои официальные турниры по Forts. Также игроки сами проводили свои турниры по игре, в большинстве которых разработчики помогали и в качестве награды выдавали внутриигровой значок.
В официальных турнирах участвуют команды разного размера, и имеются призы для трех лучших игроков турнира, а также упоминание как победителя. Официальные турниры можно посмотреть в прямом эфире или в виде записи от создателей контента по игре, таких как: Project Incursus (англ.), FortsFR (франц.), salzwerk (нем.) и Русские Форты.
Последним официальным турниром был XXII. Отбор прошел 19 февраля 2022 года, а сам турнир — 26 февраля 2022 года. На турнире участвовали команды по 2 человека, победителем который стала команда «Sussles» которая состояла из игроков AlexD и Firework.
Неофициальные турниры проводятся игроками в сообществе и отличаются от официальных аналогов. Так например, был турнир по созданию бота ИИ который бы сражался с другими ИИ игроков.
Турниры также включают и строительство карт, всего было проведены 3 таких конкурса. Победителем последнего стал игрок Pyro. На данных турнирах задача такая, чтобы построить собственную карту для игры. Победителя выбирают судьи, которая в большинстве состоит из команды разработчиков и создателей карт.

## Оценки
| Сводный рейтинг    | Сводный рейтинг |
| Агрегатор          | Оценка          |
| ------------------ | --------------- |
| Metacritic         | 74/100          |
| OpenCritic         | 72/100          |
| Иноязычные издания |                 |
| Издание            | Оценка          |
| GameGrin           | 7/10            |

Игра получила смешанные отзывы, согласно сайту агрегации рецензий Metacritic.

GameGrin оценил игру на 7 баллов из 10 и раскритиковал её за то, что она слишком проста, заключив: 
Forts — простая, веселая игра, с хорошим чувством юмора и гарантированно заставит ваш мозг закружиться, когда вы придумаете лучший способ построить свою базу, защитить свое оружие, а также забрасывать врага пулями, бомбами и другим всевозможным оружием

### Продажи
Летом 2018 года, благодаря уязвимости в защите Steam Web API, стало известно, что точное количество пользователей сервиса Steam, которые играли в игру хотя бы один раз, составляет 483 174 человека.